# Górnik Zabrze

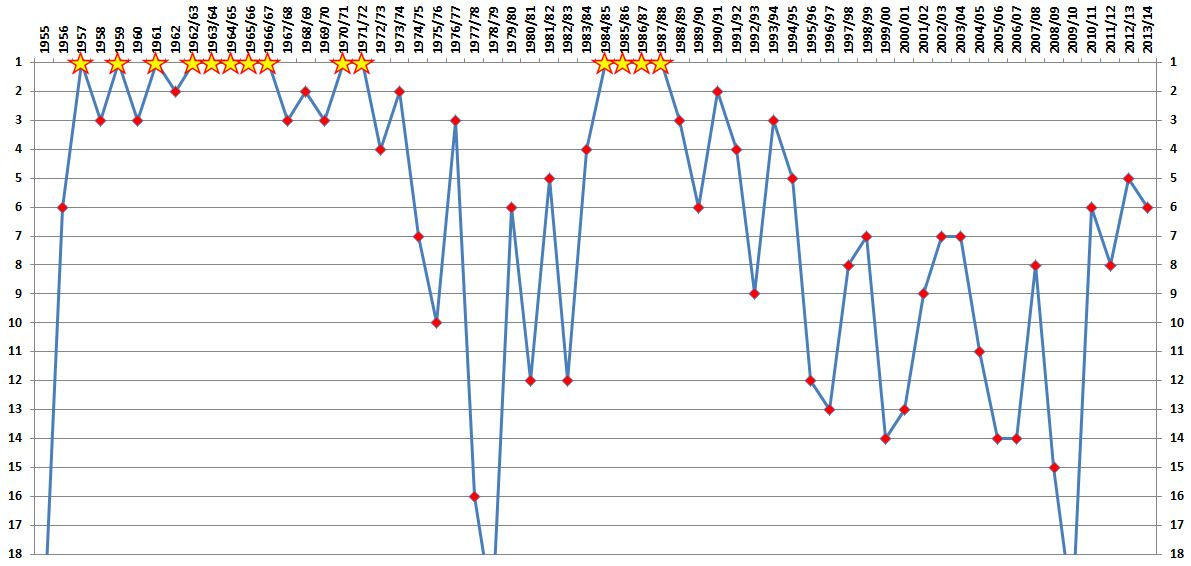
Istoria clasărilor în Ekstraklasa

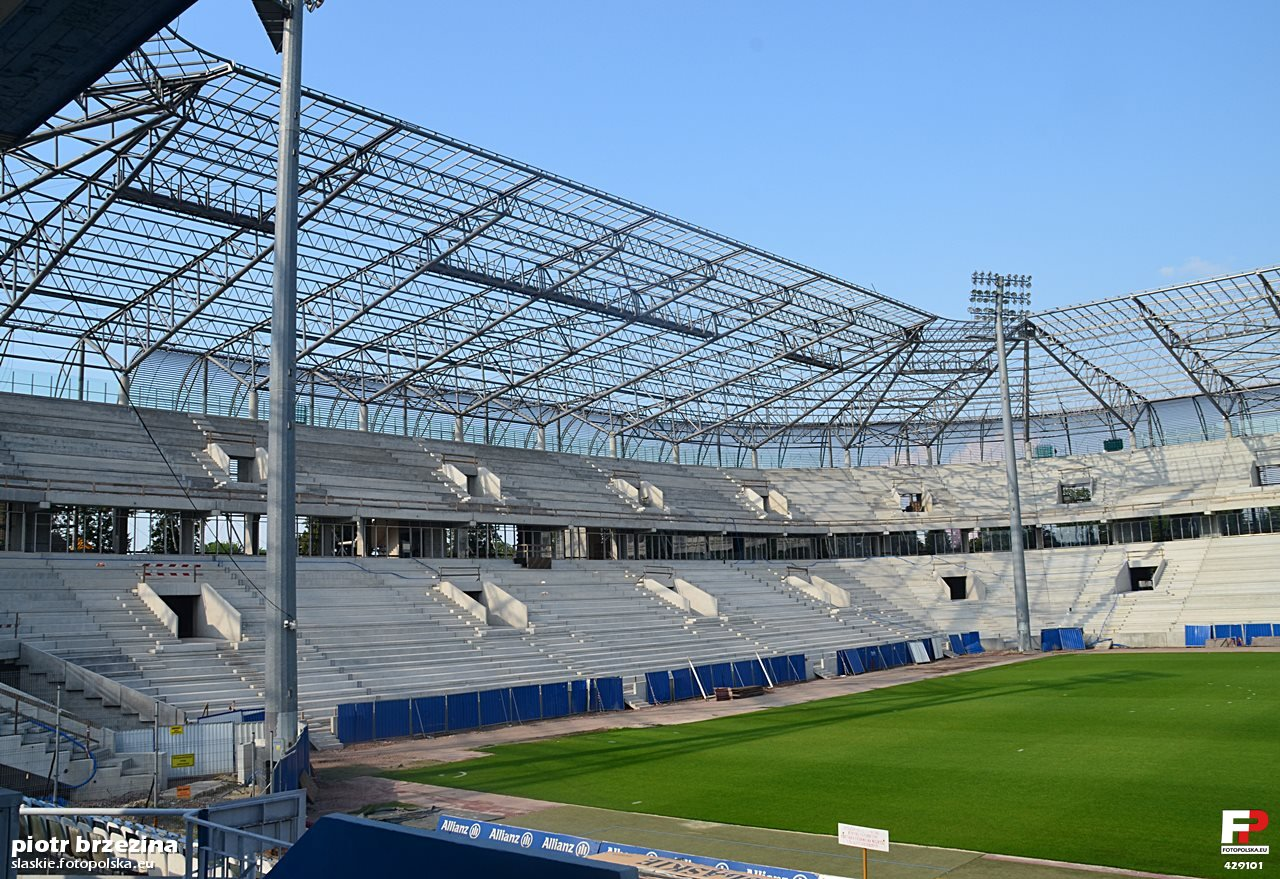
Stadion Ernesta Pohla

Górnik Zabrze este un club de fotbal din Zabrze, Polonia care evoluează în Ekstraklasa. Echipa a câștigat numeroase campionate și a fost o forță în anii '60 și '80.

## Palmares
- Ekstraklasa
  - Primul loc (14-record): 1957, 1959, 1961, 1963, 1964, 1965, 1966, 1967,  1971, 1972, 1985, 1986, 1987, 1988
  - Locul doi (4): 1962, 1969, 1974, 1991
- Cupa Poloniei
  - Câștigătoare (6): 1965, 1968, 1969, 1970, 1971, 1972
  - Finalistă (7): 1956, 1957, 1962, 1966, 1986, 1992, 2001
- Supercupa Poloniei:
  - Câștigătoare (1): 1988
- Cupa Ligii Poloniei:
  - Câștigătoare (1) 1978 (Nu este oficial)
- Liga Campionilor UEFA:
  - Sferturi de finală (1): 1968
- Cupa Cupelor UEFA:
  - Finalistă (1): 1970